# گوگرد (ترانه)
«گوگرد» تک‌آهنگی از اسلیپ‌نات است که در سال ۲۰۰۹ میلادی منتشر شد.